# Paurocephala psylloptera
Paurocephala psylloptera är en insektsart som beskrevs av Crawford 1913. Paurocephala psylloptera ingår i släktet Paurocephala och familjen rundbladloppor. Inga underarter finns listade i Catalogue of Life.